# آلت نری گرفتار

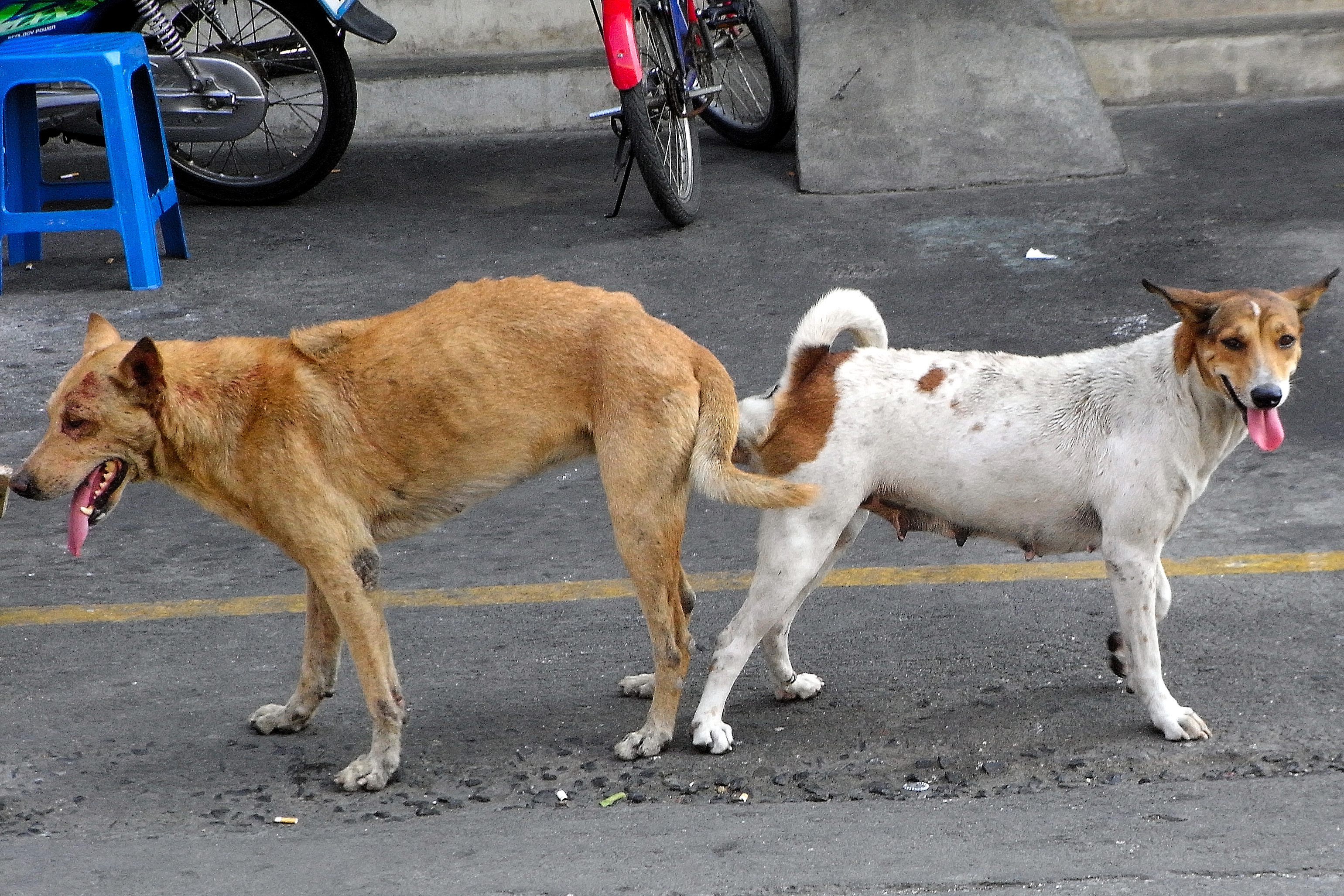
قفل کردن آلت سگ

آلت نری گرفتار یا کیرقُفلی هنگام رابطه جنسی و دخول به دلیل انقباض ماهیچه‌های مهبل رخ می‌دهد و فشاری بیشتر از حالت معمولی به آلت نری وارد می‌کند که مانع بیرون کشیده شدن آن می‌شود.
طبق مقاله‌ای که سال ۱۹۷۹ در مجله پزشکی انگلیس منتشر شد، این وضعیت در سده بیستم ناشناخته بود اما مقاله بعدی در همان ژورنال یک مورد آشکار از آلت نری گرفتار یا کیر اسیر را در سال ۱۹۴۷ گزارش کرد. این بیماری نباید با واژینیسموس اشتباه گرفته شود.